# Église Saint-Maurice de Soultz-les-Bains
Pour les articles homonymes, voir Église Saint-Maurice.
L'église Saint-Maurice est un monument historique situé à Soultz-les-Bains, dans le département français du Bas-Rhin.

## Localisation
Ce bâtiment est situé à Soultz-les-Bains.

## Historique
L'édifice fait l'objet d'une inscription au titre des monuments historiques depuis 1996.

## Architecture

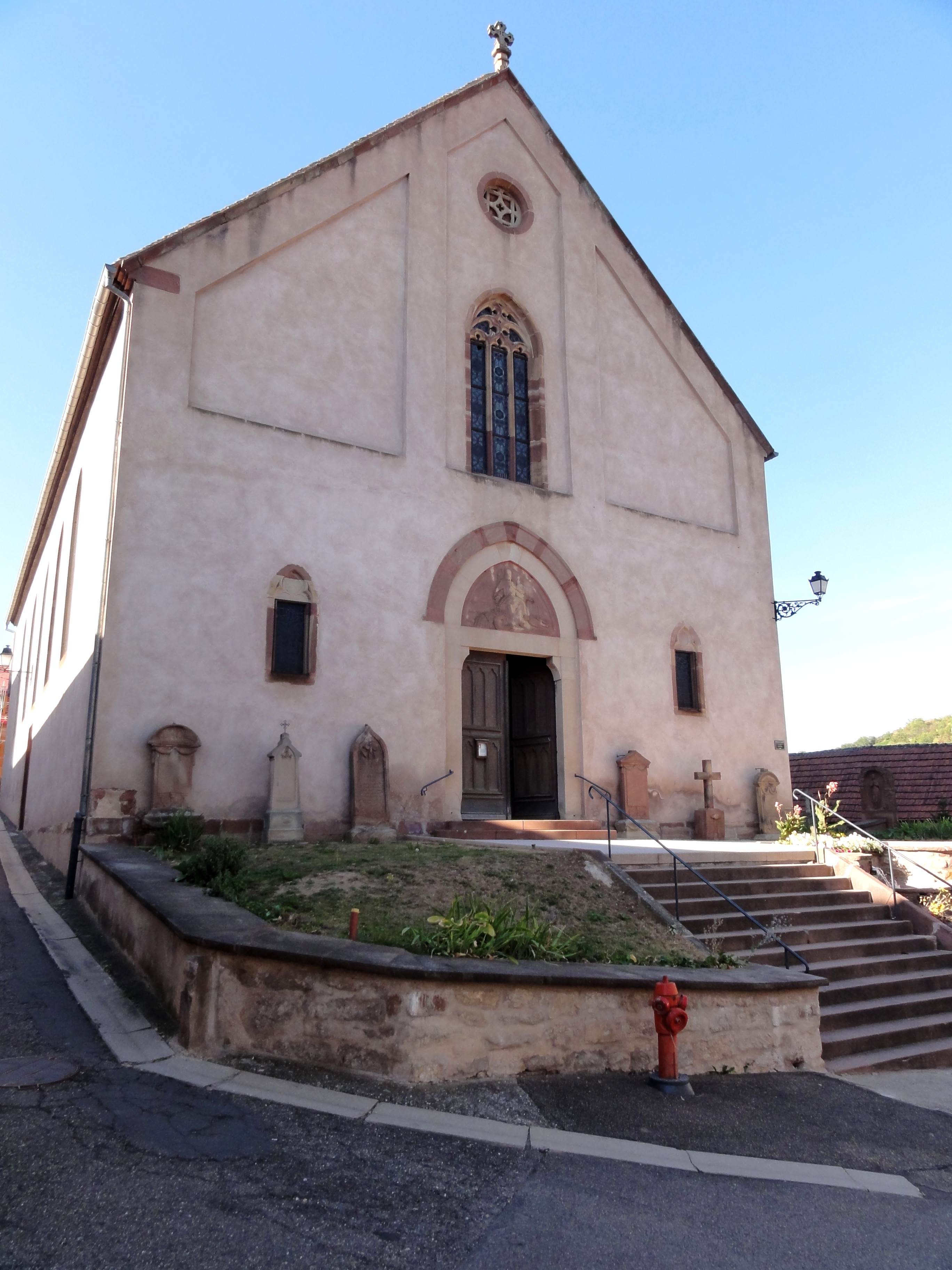
Façade avec portail principal.
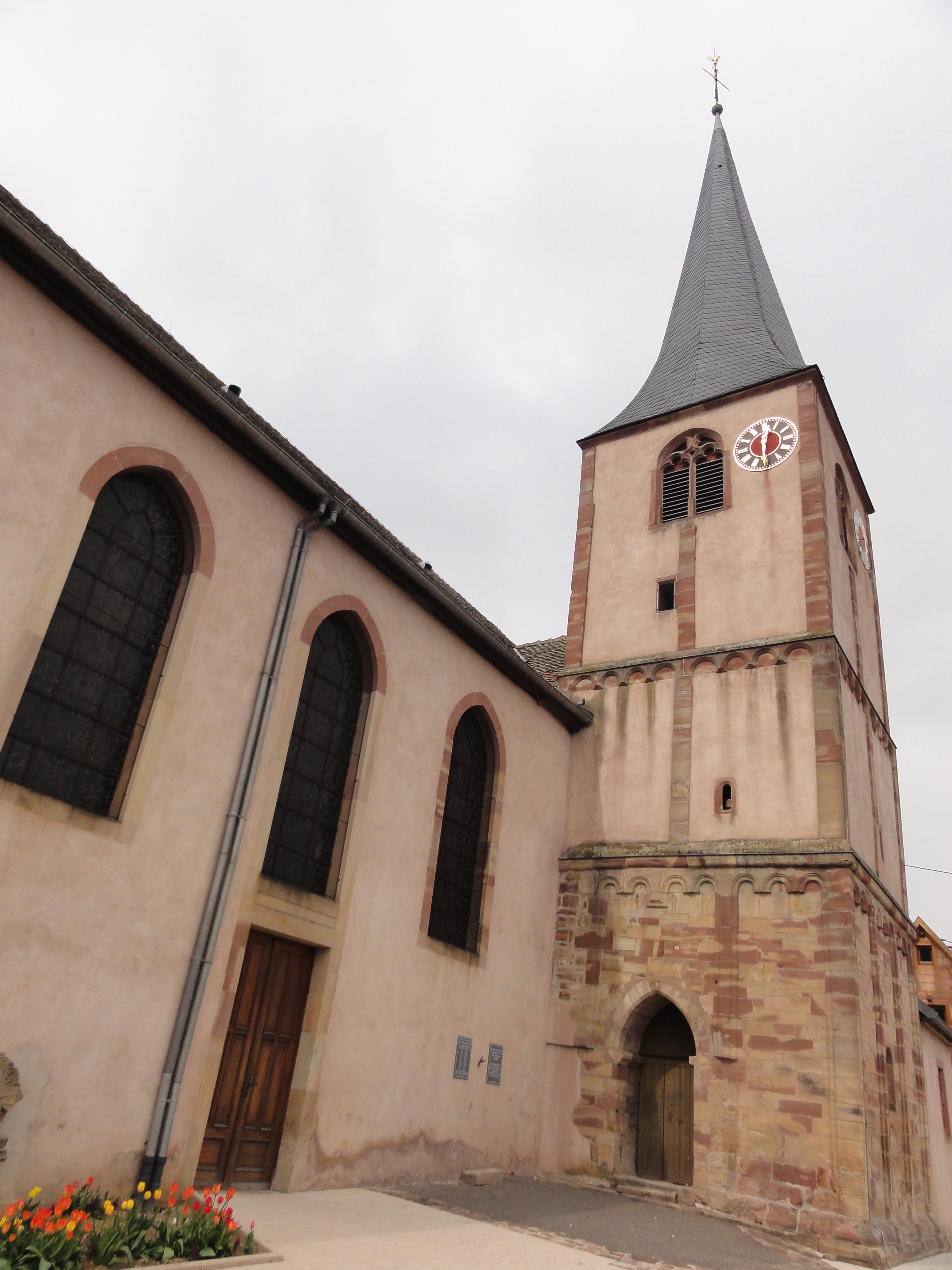
Clocher roman.
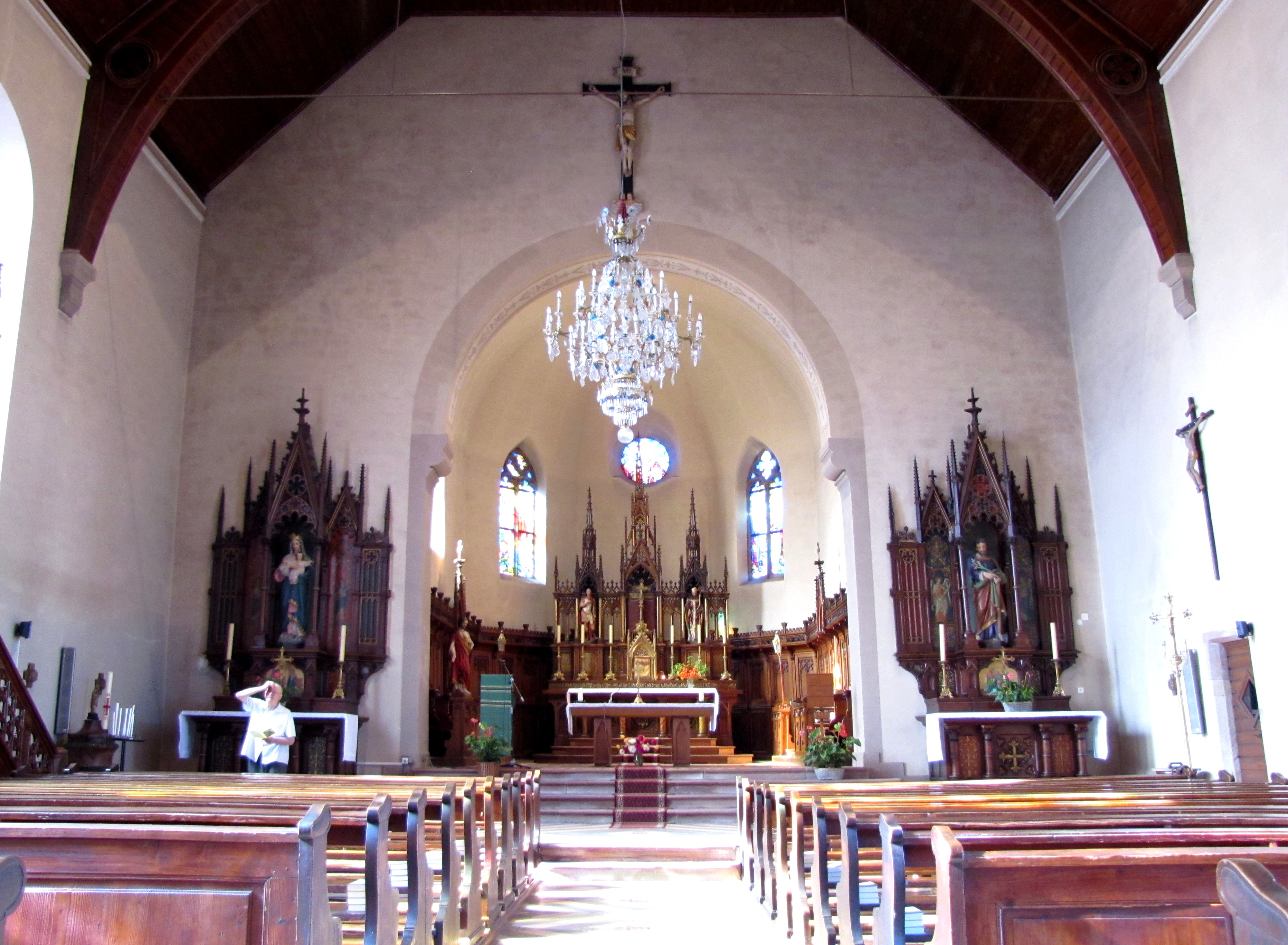
Vue intérieure de la nef vers le chœur et les autels.
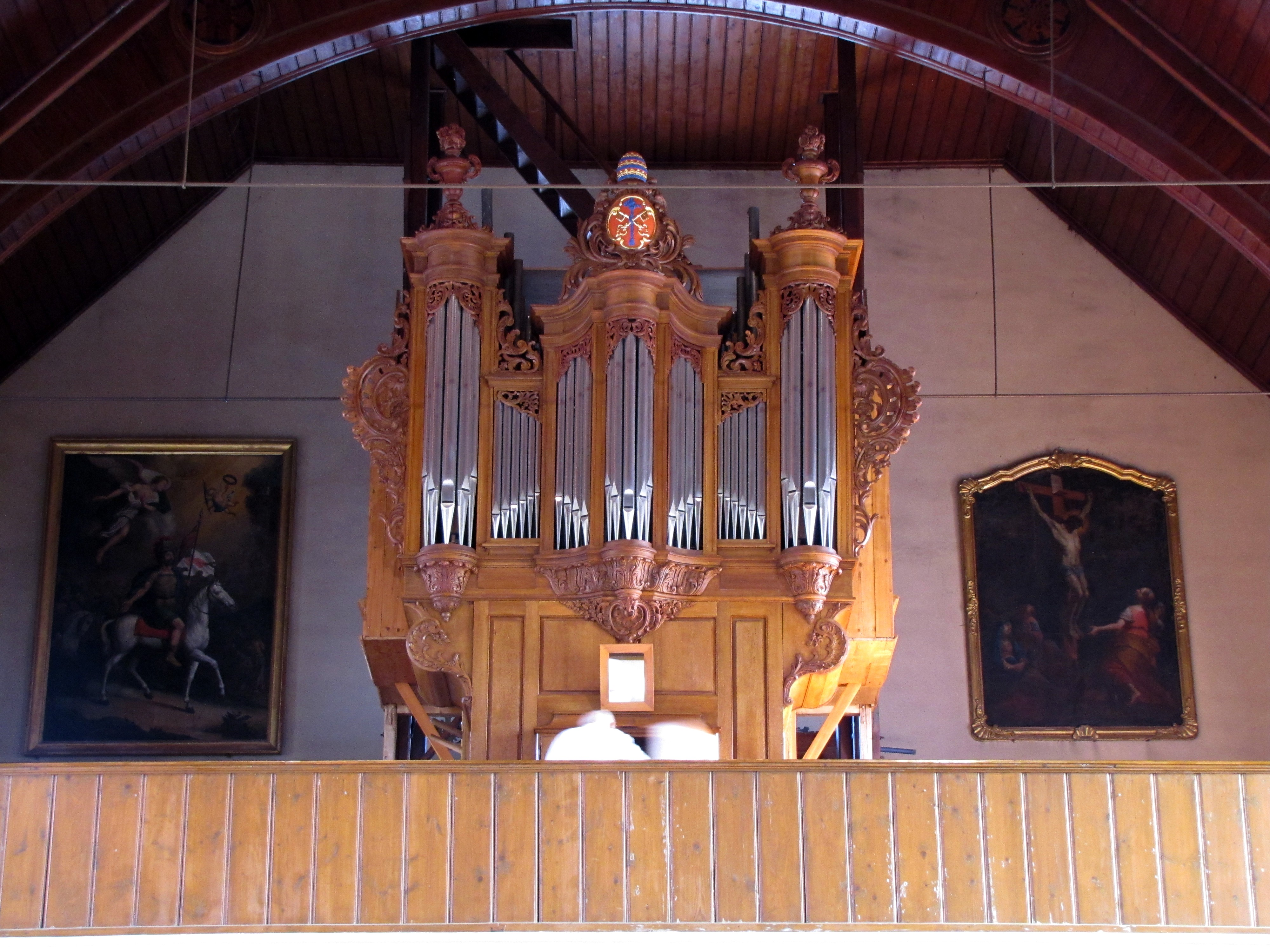
Orgue de tribune Johann Andreas Silbermann (1762).
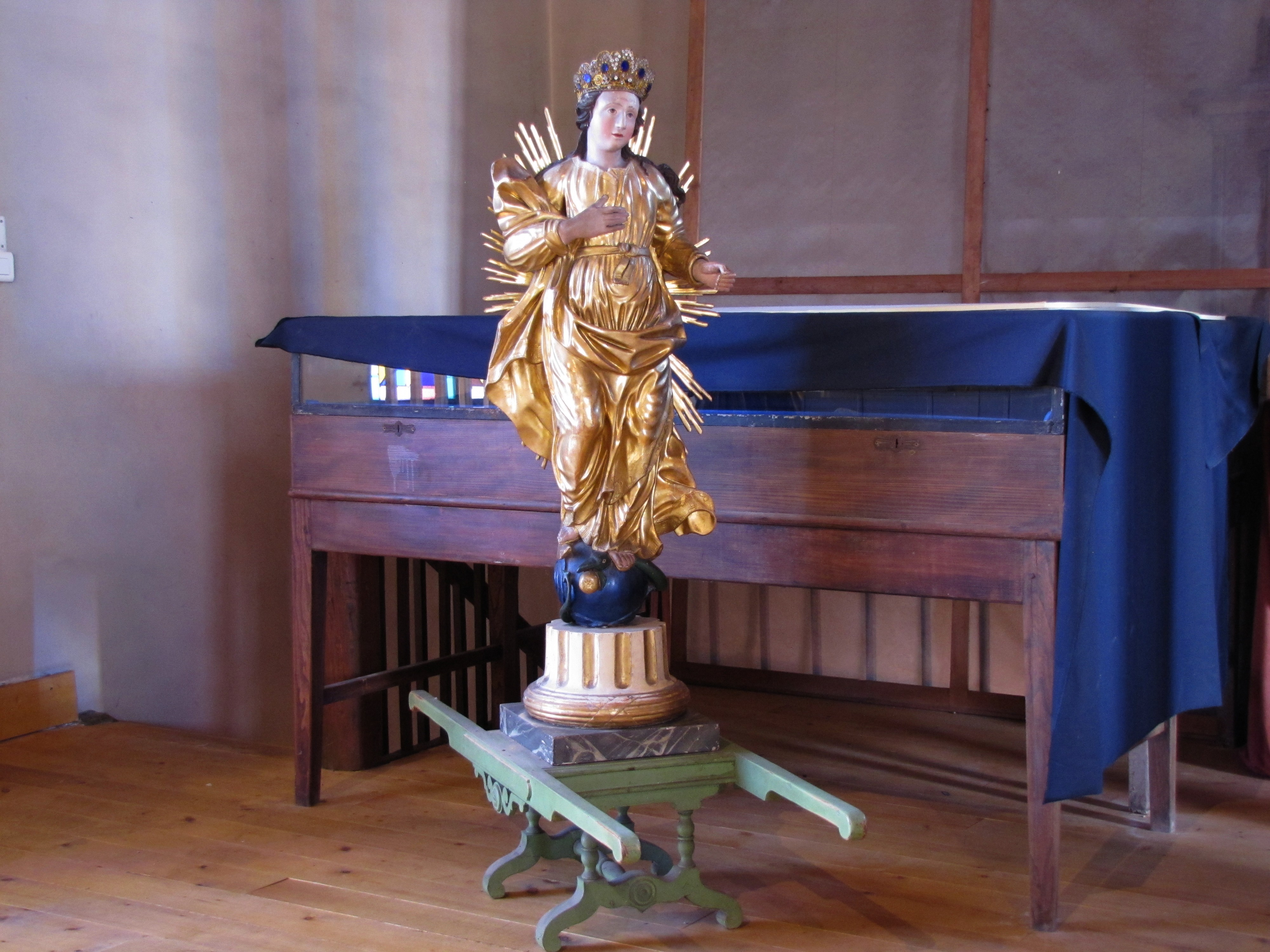
Statue de procession "Immaculée conception" (XVIIIe).
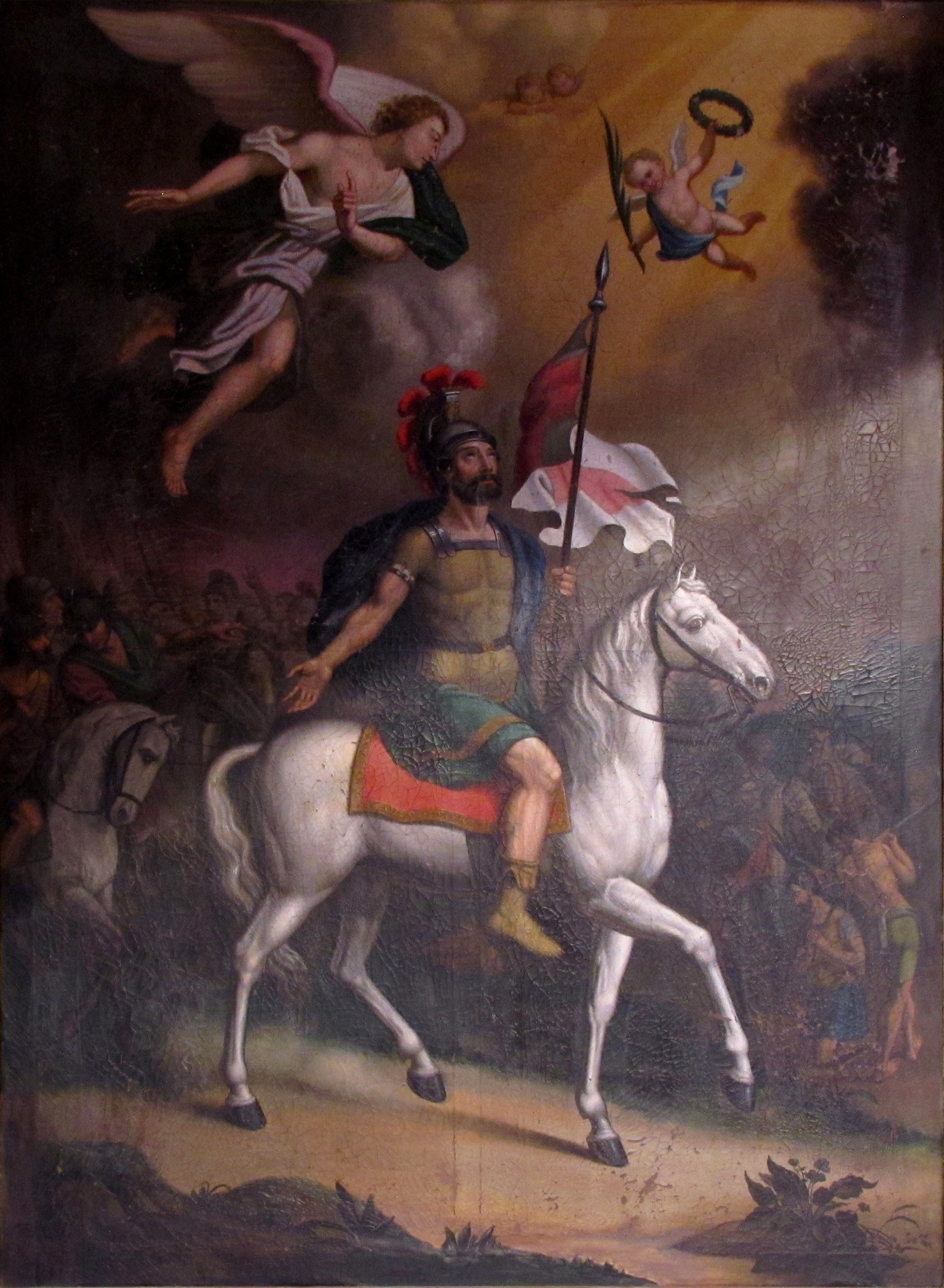
Tableau "St-Maurice" (1847).